# Phyllophaga nasalis
Phyllophaga nasalis är en skalbaggsart som beskrevs av Chapin 1935. Phyllophaga nasalis ingår i släktet Phyllophaga och familjen Melolonthidae. Inga underarter finns listade i Catalogue of Life.